# Ставкова вулиця (Київ)
Ставко́ва ву́лиця — вулиця в Голосіївському районі міста Києва, місцевість Пирогів. Пролягає від Солов'їної вулиці до кінця забудови.

## Історія
Виникла в 1-й половині XX століття як вулиця без назви. Сучасна назва — з 1957 року.
У 1941–1943 роках назву Ставкова мала сучасна вулиця Наталії Лотоцької на Ширмі.